# Uttendorf
- Hofham (58)
- Köhlbichl (273)
- Litzldorf (175)
- Pölsen (66)
- Quettensberg (164)
- Schwarzenbach (79)
- Stubach (158)
- Tobersbach (229)
- Uggl (45)
- Uttendorf (1 824)